# Ercole Grimaldi
Ercole Grimaldi (Parigi, 16 dicembre 1623 – Montecarlo, 2 agosto 1651) fu Principe ereditario di Monaco e Marchese titolare di Baux, ma non divenne mai sovrano poiché morì 11 anni prima del padre Onorato II di Monaco.

## Biografia

### Infanzia
È stato il principe ereditario di Monaco e Marchese di Baux dal 1643 fino al 1651. Era l'unico figlio di Onorato II di Monaco, primo Principe Sovrano di Monaco e di sua moglie Ippolita Trivulzio.

### Matrimonio
Ercole sposò il 4 luglio 1641 Maria Aurelia Spinola, figlia di Luca Spinola, principe di Molfetta e di sua cugina, Pellina Spinola. Entrambi erano membri degli Spinola, una famiglia potente e influente della Repubblica di Genova.

### Morte
Venne ucciso con un'arma da fuoco a 27 anni. Fu quindi suo figlio, il principe Luigi, a succedere a Onorato II sul trono monegasco.

## Discendenza
Dal matrimonio tra Ercole e Maria Aurelia Spinola nacquero quattro figli:
- Luigi I (1642-1701)
- Ippolita Maria (1644-1722), monaca carmelitana del convento di Nostra Signora della Misericordia di Genova col nome di suor Teresa Maria
- Giovanna Maria (1645-1694), sposata con Carlo Emanuele di Simiane, principe di Montafia
- Devota Maria Renata (1646-1722), detta Madamigella di Les Baux, sposò il patrizio genovese Andrea Doria; divenne monaca carmelitana del convento di Nostra Signora della Misericordia di Genova una volta vedova
- Luca Francesco (1648-1652), detto il Cardinalino di Monaco, cavaliere del Sovrano Militare Ordine di Malta
- Maria Teresa (1650-1723), sposata con Sigismondo III d'Este, marchese di San Martino
- Maria Pellina Ippolita (1651-1724), sposata in prime nozze con Andrea Imperiali, II principe di Francavilla e in seconde nozze con Giovanni Ambrogio Doria, conte di San Cristoforo, signore di Serravalle e consignore di Carrosio, Borgo Fornari e Busalla

## Ascendenza
|                                  |                                                |                                                 | Genitori                                       |  |  | Nonni |  |  | Bisnonni            |  |  | Trisnonni         |  |
|                                  |                                                |                                                 |                                                |  |  |       |  |  | Onorato I di Monaco |  |  | Luciano di Monaco |  |
|                                  |                                                |                                                 |                                                |  |  |       |  |  | Onorato I di Monaco |  |  | Luciano di Monaco |  |
|                                  |                                                | Jeanne de Pontevès-Cabanes                      |                                                |  |  |       |  |  | Onorato I di Monaco |  |  |                   |  |
| Ercole di Monaco                 |                                                |                                                 |                                                |  |  |       |  |  | Onorato I di Monaco |  |  |                   |  |
|                                  |                                                | Isabella Grimaldi                               | Giovanni Battista Grimaldi                     |  |  |       |  |  |                     |  |  |                   |  |
|                                  |                                                | Isabella Grimaldi                               | Giovanni Battista Grimaldi                     |  |  |       |  |  |                     |  |  |                   |  |
|                                  |                                                | Isabella Grimaldi                               | Maddalena Pallavicini                          |  |  |       |  |  |                     |  |  |                   |  |
| Onorato II di Monaco             |                                                | Isabella Grimaldi                               |                                                |  |  |       |  |  |                     |  |  |                   |  |
|                                  |                                                | Claudio Landi                                   | Agostino Landi, marchese di Bardi              |  |  |       |  |  |                     |  |  |                   |  |
|                                  |                                                | Claudio Landi                                   | Agostino Landi, marchese di Bardi              |  |  |       |  |  |                     |  |  |                   |  |
|                                  |                                                | Claudio Landi                                   | Giulia Landi                                   |  |  |       |  |  |                     |  |  |                   |  |
| Maria Landi                      |                                                | Claudio Landi                                   |                                                |  |  |       |  |  |                     |  |  |                   |  |
|                                  |                                                | Juana Fernandez de Cordova                      | Alvaro Fernandez de Cordova                    |  |  |       |  |  |                     |  |  |                   |  |
|                                  |                                                | Juana Fernandez de Cordova                      | Alvaro Fernandez de Cordova                    |  |  |       |  |  |                     |  |  |                   |  |
|                                  |                                                | Juana Fernandez de Cordova                      | Maria Manoel                                   |  |  |       |  |  |                     |  |  |                   |  |
| Ercole Grimaldi                  |                                                | Juana Fernandez de Cordova                      |                                                |  |  |       |  |  |                     |  |  |                   |  |
|                                  | Gian Giacomo Teodoro Trivulzio, conte di Melzo | Girolamo Teodoro Trivulzio, conte di Melzo      |                                                |  |  |       |  |  |                     |  |  |                   |  |
|                                  | Gian Giacomo Teodoro Trivulzio, conte di Melzo | Girolamo Teodoro Trivulzio, conte di Melzo      |                                                |  |  |       |  |  |                     |  |  |                   |  |
|                                  | Gian Giacomo Teodoro Trivulzio, conte di Melzo | Antonia Fiorbellina Barbiano di Belgiojoso      |                                                |  |  |       |  |  |                     |  |  |                   |  |
| Carlo Emanuele Teodoro Trivulzio | Gian Giacomo Teodoro Trivulzio, conte di Melzo |                                                 |                                                |  |  |       |  |  |                     |  |  |                   |  |
|                                  |                                                | Ottavia Marliani                                | Pietro Antonio Marliani                        |  |  |       |  |  |                     |  |  |                   |  |
|                                  |                                                | Ottavia Marliani                                | Pietro Antonio Marliani                        |  |  |       |  |  |                     |  |  |                   |  |
|                                  |                                                | Ottavia Marliani                                | Cornelia Rajnoldi                              |  |  |       |  |  |                     |  |  |                   |  |
| Ippolita Trivulzio               |                                                | Ottavia Marliani                                |                                                |  |  |       |  |  |                     |  |  |                   |  |
|                                  |                                                | Alfonso Gonzaga, II marchese di Castel Goffredo | Aloisio Gonzaga, I marchese di Castel Goffredo |  |  |       |  |  |                     |  |  |                   |  |
|                                  |                                                | Alfonso Gonzaga, II marchese di Castel Goffredo | Aloisio Gonzaga, I marchese di Castel Goffredo |  |  |       |  |  |                     |  |  |                   |  |
|                                  |                                                | Alfonso Gonzaga, II marchese di Castel Goffredo | Caterina Anguissola                            |  |  |       |  |  |                     |  |  |                   |  |
| Caterina Gonzaga                 |                                                | Alfonso Gonzaga, II marchese di Castel Goffredo |                                                |  |  |       |  |  |                     |  |  |                   |  |
|                                  |                                                | Ippolita Maggi                                  | Cesare Maggi                                   |  |  |       |  |  |                     |  |  |                   |  |
|                                  |                                                | Ippolita Maggi                                  | Cesare Maggi                                   |  |  |       |  |  |                     |  |  |                   |  |
|                                  |                                                | Ippolita Maggi                                  | Bianca Dal Verme                               |  |  |       |  |  |                     |  |  |                   |  |
|                                  |                                                | Ippolita Maggi                                  |                                                |  |  |       |  |  |                     |  |  |                   |  |